# Alto Milanese Gestioni Avanzate
L'Alto Milanese Gestioni Avanzate (AMGA) è un'azienda con sede a Legnano (MI). Nata per occuparsi della gestione della distribuzione del gas e dell'acqua potabile. Ora opera in molti altri settori.

## La società
L'azienda, oltre i settori accennati sopra, gestisce fognature, i rifiuti urbani, la pulizia stradale e di aree pubbliche, la gestione piattaforme per la raccolta differenziata, la rete di teleriscaldamento, la manutenzione di
edifici, strade e impianti pubblici, il verde pubblico, l'arredo urbano, gli impianti semaforici, la segnaletica stradale, gli impianti termici e lo spezzamento della neve. È attiva anche nel campo delle telecomunicazioni con la posa del cavidotto per fibre ottiche, la riscossione dei tributi, nei servizi cimiteriali e nella gestione di impianti pubblici come le piscine di Legnano e Parabiago.

## Storia
Fondata nel 1971 dal Comune di Legnano come AMG (Azienda Municipalizzata del Gas) per l'amministrazione della rete del gas metano, nel 1974 prese in gestione dell'acquedotto civico e l'azienda assume il nome di AMGA (Azienda Municipalizzata gas ed acqua).
Nel 1994 all'azienda furono assegnati i servizi riguardanti lo smaltimento dei rifiuti solidi urbani di Legnano. Nel 2000 l'impresa diventò società per azioni e assunse l'odierna denominazione di Alto Milanese Gestioni Avanzate S.p.A.. Nel 2002 l'azienda costituì l'AMTEL (Alto Milanese Telecomunicazioni S.p.A.) impresa di telecomunicazioni dedicata all'Alto Milanese. Nel 2003 fu fondata la società di AEMME Acqua, azienda nella quale confluirono le attività di amministrazione relative dell'acquedotti civici. Nel 2004 fu fondata la AEMME Distribuzione S.r.l., in cui confluì la parte dell'azienda che si occupava della gestione delle reti del gas.